# Hermann Gehri
Pour les articles homonymes, voir Gehri.
Hermann Gehri (né le 26 juillet 1899 et mort le 25 novembre 1979) est un lutteur sportif suisse.

## Biographie
Hermann Gehri obtient une médaille d'or olympique, en 1924 à Paris en poids mi-moyens.

## Palmarès

### Jeux olympiques
- Jeux olympiques d'été de 1924 à Paris
  -  Médaille d'or en -72 kg